# امی فرینگتون
ایمی فارینگتون (زاده ۲۰ سپتامبر ۱۹۶۶) یک هنرپیشه و مدل آمریکایی است که بیشتر به خاطر ایفای نقش استیسی دیورز در نمایش مایکل ریچاردز و کارآگاه ستوان پایپر لینچ در سریال درام SWAT سی‌بی‌اس شناخته می‌شود. فرینگتون در بوستون، ماساچوست متولد شد، اما در گارلند، حومه دالاس، تگزاس بزرگ شد.